# Moca pelomacta
Moca pelomacta är en fjärilsart som beskrevs av Edward Meyrick 1922. Moca pelomacta ingår i släktet Moca och familjen Immidae. Inga underarter finns listade i Catalogue of Life.